# Rosalind Lee
Rosalind 'Candy' Lee es una científica biomédica, conocida por su artículo innovador sobre el descubrimiento del microARN que se publicó en 1993. En 2002, Lee fue co-receptora del Premio Newcomb Cleveland, por el mejor artículo publicado en la revista Science ese año. En 2024, el artículo de Lee de 1993 fue citado como el descubrimiento seminal por el cual se otorgó el Premio Nobel de Fisiología o Medicina ese año, al coautor Victor Ambros.